# Nikolai Gennadjewitsch Kasnakow

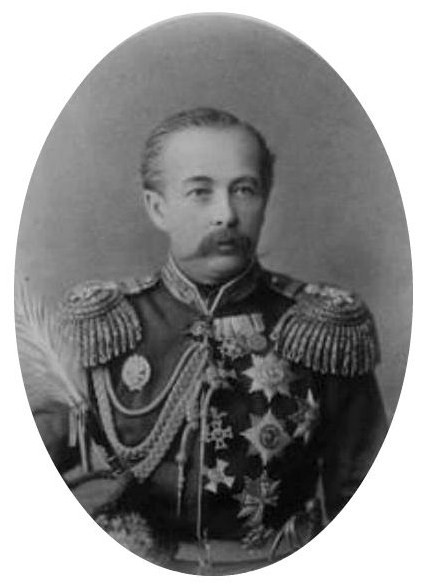
Nikolai Gennadjewitsch Kasnakow in den 1860er Jahren

Nikolai Gennadjewitsch Kasnakow (russisch Николай Геннадиевич Казнаков oder russisch Николай Геннадьевич Казнаков; * 8. Augustjul. / 20. August 1824greg.; † 12. Februarjul. / 24. Februar 1885greg.) war ein russischer General der Infanterie, Gouverneur von Kiew und Generalgouverneur von Westsibirien.
Kasnakow hatte von 1864 bis 1866 die Position des Gouverneurs von Kiew inne. Im Januar 1872 wurde er zum Mitglied des Obersten Komitees für Militär und Gefängnisse von Westsibirien und zum Kommandeur der Truppen des Westsibirischen Militärbezirks ernannt. Vom 1. Januar 1875 bis 19. Februar 1882 war er Generalgouverneur von Westsibirien. Während seiner Tätigkeit als Generalgouverneur widmete er der wirtschaftlichen Entwicklung seines Bezirks große Aufmerksamkeit. Er brachte sich in die Gespräche um den möglichen Streckenverlauf eines transsibirischen Verkehrsweges ein und ließ einen regelmäßigen Dampfschiffverkehr auf dem Irtysch zwischen Semipalatinsk und Tjumen einrichten.
Auf Kasnakow gehen auch zahlreiche Bildungseinrichtungen in Sibirien bzw. deren Vorgängereinrichtungen zurück. Er ließ unter anderem eine Realschule in Tjumen, das Jungengymnasium und die Veteranenschule in Omsk, Internate für kirgisische Jungen in Petropawlowsk und Kökschetau, eine Feldscher-Schule in Tobolsk, die Kammer für Staatliches Eigentum Westsibiriens oder das Statistische Komitee von Semipalatinsk gründen. Auch die Idee zu einer sibirischen Universität förderte er.
Kasnakow war Ehrenmitglied der Kaiserlich-russischen geographischen Gesellschaft, deren Omsker Zweigstelle im Jahre 1877 auf seinen Befehl gegründet wurde. Kasnakow ließ zahlreichen Forschungsreisenden finanzielle Unterstützung gewähren, dazu gehörten die Expeditionen von Michail Wassiljewitsch Pewzow in die Mongolei, von Nikolai Michailowitsch Jadrinzew in den Altai, von Nikolai Nikanorowitsch Balkaschin nach Turkestan oder von Iwan Jakowlewitsch Slowzow nach Kökschetau.
Im Jahre 1880 wurde Kasnakow zum Mitglied des Staatsrates ernannt. Er war außerdem Ehrenmitglied in der Kiewer Bruderschaft des Heiligen Wladimir und Träger des Ordens des Heiligen Alexander Newski.